# Suure-Lähtru
Suure-Lähtru is een plaats in de Estlandse gemeente Lääne-Nigula, provincie Läänemaa. De plaats heeft de status van dorp (Estisch: küla).
Tot in oktober 2017 viel Suure-Lähtru onder de gemeente Martna. In die maand werd Martna bij de fusiegemeente Lääne-Nigula gevoegd.

## Bevolking
Het dorp had 39 inwoners op 31 december 2011 en 36 inwoners op 31 december 2021.